# 俞思远
俞思远（1985年7月11日—），男，上海人，中国歌手。上腾娱乐签约艺人。B.I.Z.乐队主唱。目前已婚並育有一名女兒Monica。

## 生平
1991年至1996年就读于上海大林路小学。1996年至1997年就读于上海东格致中学预备班。1997年至1999年就读于广西北海八一足球学校。1999年至2002年就读于上海市体育运动学校。2002年曾就读于上海邦德学院。
2006年参加《我型我秀》比赛。

## 外部連結
- 俞思远的Blog （页面存档备份，存于）